# Pioneer Senshi
Pioneer Senshi (Japonés para "Pioneer Soldier" o "Pioneer Warrior") fue la primera promoción independiente de puroresu de la historia. Fue fundada el 11 de noviembre de 1988 por Ryuma Go, Apollo Sugawara y Masahiko Takasugi, antiguos luchadores de All Japan Pro Wrestling. 
El primer show de Pioneer Senshi fue el 30 de abril de 1989 en el Tokyo Korakuen Hall, delante de 1.600 fanes. Debido a su limitado plantel, usó a luchadores de New Japan Pro Wrestling como Tatsumi Fujinami, Jushin Liger, Riki Chōshū, Kensuke Sasaki y Atsushi Onita. Además, Akitoshi Saito y Kintaro Kanemura debutaron en el Puroresu el uno contra el otro en Pioneer Senshi, el 20 de diciembre de 1990.
La promoción desapareció poco tiempo después debido a la falta de fondos y la competencia de la FMW. Go, Sugawara y Takasugi se fueron Super World of Sports, y gran parte del plantel encontró trabajo en otras promociones independientes como W★ING. 
Go y Takasugi fundaron Oriental Pro Wrestling el 26 de julio de 1992, pero la promoción cerró sus puertas 4 meses después de su fundación.